# Neodímio
O neodímio (gr. neo, novo, dydimos, gêmeo) é um elemento químico de símbolo Nd e de número atômico igual a 60 (60 prótons e 60 elétrons), e massa atómica 144,2 u. À temperatura ambiente, o neodímio encontra-se no estado sólido. Faz parte do grupo das terras raras.

## Características principais
O Neodímio representa cerca de 18% dos metais do grupo terra rara. O metal tem um brilho metálico, prateado, brilhante; entretanto, sendo um dos metais terra raras mais reativo, o neodímio escurece rapidamente no ar formando um óxido, que lascado expõe o metal a uma oxidação adicional.

## Aplicações
Alguns usos do neodímio:
- O neodímio é um componente do didímio, usado para colorir vidros e fabricação de óculos de proteção, pois absorve a luz amarela da chama, para os soldadores e assopradores de vidros.
- O neodímio confere delicadas cores aos vidros que variam desde o violeta puro, vinho até ao cinza claro. A luz transmitida através destes vidros tem banda de absorção estreita e bem definida. Estes cristais são usados por astrônomos para calibrar dispositivos denominados espectrômetros e filtros de radiação infravermelha. O neodímio é usado também para remover a cor verde causada pelo ferro contaminante do vidro.
- Alguns tipos de vidro contendo neodímio são usados para produzir rubis sintéticos utilizados em lasers. Certos materiais podem conter pequenas concentrações de íons de neodímio que poderão ser usados em lasers para radiações no infravermelho (1054 – 1064 nm). Alguns lasers de Nd são, por exemplo, o Nd: YAG (cristal de ítrio e alumínio) utilizado em odontologia e medicina, Nd: YLF (fluoreto de ítrio e lítio), Nd: YVO (vanadato de ítrio), e outros.
- Sais de neodímio são usados como corantes de esmaltes.
- O neodímio é usado em imãs permanentes, do tipo Nd2Fe14B (íman de neodímio), muito poderosos. Estes imãs são mais baratos do que os imãs de samário-cobalto, e são comuns em produtos tais como fones de ouvido, alto-falantes,disco rígido de computadores, acionadores de partidas de motores, sensores etc.
- Provavelmente devido a semelhança com o Ca2+, o Nd3+ foi divulgado[1] como elemento para promover o crescimento vegetal. Compostos de elementos terra-raras são utilizados com frequência na China como fertilizantes.

## História
O neodímio foi descoberto pelo barão Carl Auer von Welsbach, um químico austríaco, em Viena no ano de 1885. Ele separou o neodímio, assim como o elemento praseodímio, de um material conhecido como didímio por meio de análises espectroscópicas. Porém, este metal não foi isolado na forma relativamente antes de 1925. O nome neodímio é derivado do grego "neos", novo, e "didymos", gêmeo.
O neodímio, atualmente,  é obtido por um processo de troca iônica da areia monazita ((Ce,La,Th,Nd,Y) PO4), um material rico em elementos terra-raras, e através da eletrólise dos seus sais haletos.

## Ocorrência
O neodímio nunca é encontrado na natureza como elemento livre. Ocorre em minérios tais como a areia de monazita ((Ce,La,Th,Nd,Y) PO4) e bastnasita ((Ce,La,Th,Nd,Y)(CO3) F),  que apresentam na sua composição quantidades pequenas de todos os metais terra raras. É difícil separar o neodímio dos restantes elementos incluídos no grupo das terras raras.

## Compostos
Alguns compostos de neodímio:
- Fluoreto:  NdF3
- Cloretos:   NdCl2 e NdCl3
- Brometos:  NdBr2 e NdBrs3
- Iodetos:   NdI2 e NdI3
- Óxidos:  Nd2O3
- Sulfetos:  NdS e Nd2S3
- Selenetos:   NdSe
- Teluretos:  NdTe e Nd2Te3
- Niteros:  NdN

## Isótopos
O neodímio natural é composto por 5 isótopos estáveis,  142Nd, 143Nd, 145Nd, 146Nd e 148Nd, sendo  142Nd o mais abundante (abundância natural de 27.2%), e dois radioisótopos,  144Nd e 150Nd. No total, 31 radioisótopos do neodímio foram caracterizados, sendo os mais estáveis 150Nd com meia-vida (T½) de  >1.1×1019 anos, 144Nd com meia-vida de  2.29×1015 anos, e 147Nd com uma meia-vida de  10.98 dias. Os demais isótopos radioativos tem meias vidas abaixo de 3,38 dias, e a maioria destes com meias vidas inferior a  71 segundos. Este elemento apresenta também 4 metaestáveis,  sendo os mais estáveis: 139Ndm (T½ 5.5 horas), 135Ndm (T½ 5.5 minutos) e 141Ndm (T½ 62.0 segundos).
O primeiro modo de decaimento antes do isótopo estável,  142Nd, é a captura eletrônica e o primeiro modo após é a emissão beta menos. Os primeiros produtos de decaimento antes do  142Nd são os isótopos do elemento praseodímio e os primeiros produtos após são os isótopos do elemento promécio.

## Precauções
O pó de metal neodímio é perigoso, entra facilmente em combustão e é explosivo.
Os compostos de neodímio como o de todos os metais terras raras apresentam toxicidade de moderada a baixa, entretanto, sua toxicidade não foi completamente investigada. A poeira de neodímio e os seus sais são muito irritante aos olhos e mucosas, e irritam moderadamente a pele. Respirar o pó pode causar embolia pulmonar, e a exposição prolongada danifica o fígado. O neodímio age também como anticoagulante, especialmente quando dado por via endovenosa.
Imãs de neodímio foram testados para usos médicos tais como cintas magnéticas e correção de colunas vertebrais, mas sem nenhum resultado comprovado.